# Радиофотонная РЛС
Радиофотонная РЛС — радиолокационная станция (РЛС), аппаратура которой выполнена на основе радиофотонных технологий, предполагающих использование радиочастотной модуляции/демодуляции оптических (фотоны) несущих сигналов. 
Это позволит повысить дальность действия и разрешающую способность РЛС, создавать трёхмерные портреты целей. 

## Варианты реализации радиофотонных технологий
Первоначально идея использования радиофотонных технологий в РЛС сводилась к волоконно-оптической разводке тактовых импульсов АЦП по множеству приёмных каналов. При этом  для срабатывания АЦП оптические импульсы должны были преобразовываться в тактовые видеосигналы с помощью фотодетекторов. Такое техническое решение, к примеру, позволяло преодолевать проблемы передачи тактовых сигналов АЦП через вращающееся контактное сочленение от неподвижной аппаратуры несущей платформы на вращающуюся цифровую антенную решётку. 

Диаграмма работы фотонного радара

В настоящее время развитие радиофотоники позволяет использовать оптоволоконный интерфейс также для передачи излучаемых или принятых антенными элементами радиосигналов и их обработки. 
Следующий шаг — внедрение радиофотонных технологий в радиосвязь, что ожидается уже в системах связи 6G. Кроме того, данный принцип может быть реализован в комплексах ультразвуковой диагностики.

## Квантовые РЛС
В наиболее оптимистичных прогнозах радиофотонные технологии могут быть реализованы в РЛС с использованием принципов квантовой запутанности, как во внутриаппаратных интерфейсах, так и для локации пространства (так называемые квантовые РЛС ).
Другой разновидностью квантовой РЛС является вариант радара, разработанный в университете Йорка и использующий квантовую корреляцию между радиоволновыми и оптическими лучами, формируемую с помощью наномеханических осцилляторов.